# 德雷施维茨
德雷施菲茨是德国梅克伦堡-前波莫瑞州的一个市镇。总面积22.51平方公里，总人口811人，其中男性429人，女性382人（2011年12月31日），人口密度36人/平方公里。